# Listă de fotografi - Y
|  | Listă de fotografi - Y \| Liste alfabetice de fotografi A - Ă - Â - B - C - D - E - F - G - H - I - Î - J - K - L - M - N - O - P - Q - R - S - Ș - T - Ț - U - V - W - X - Y - Z - |

## Fotografi - Y
| - Yamazaki, Hiroshi - Yasui, Nakaji - Yen, Teo Bee | - Yevonde - Yokoyama, Matsusaburo | - Yule, Paul - Yulsman, Jerry |